# Zoothera talaseae atrigena
Zoothera talaseae atrigena is een ondersoort van de bismarckgoudlijster (Zoothera talaseae). Het is een zangvogel uit de familie Turdidae (lijsters). Deze ondersoort wordt door de IUCN als aparte soort beschouwd en komt als voor uitsterven gevoelige soort voor op het eiland Bougainville (Noordelijke Salomonseilanden, echter staatkundig onderdeel van Papoea-Nieuw-Guinea).